# Ishpabadh
Ishpabadh o ispahbadh (‘cap de l'exèrcit’) és la forma darrera d'un càrrec persa d'època preislàmica que va subsistir a Pèrsia, a la zona de la mar Càspia i part del Khurasan, fins a les invasions mongoles.
El càrrec ja existia en època aquemènida, quan s'anomenava spadhapati, i corresponia al comandant en cap de l'exèrcit. Sota els arsàcides el nom era spahat i era hereditari en una de les grans famílies de l'imperi. Un spahat es va casar amb la filla del rei Fraates IV de Pàrtia i els seus descendents portaren el títol de spahat, en armeni asparapet (en època sassànida aspahapet), i foren els comandants en cap de l'exèrcit armeni, posició que va esdevenir hereditària en la família dels Mamiconis.
Els sassànides tenien un cap militar suprem i ministre de la guerra que era l'Eran spahat, amb spahpats secundaris nomenats per regions diverses. Quan els àrabs van envair Pèrsia el spahpat d'Orient es va establir al Tabaristan, on va cridar al rei Yazdegerd III. En llengua neo persa la forma del càrrec fou ispahbadh i en àrab isbahbadh. S'esmenten diversos ispahbadhs al Gilan i Tabaristan sent les dues línies formades, la dels dabúyides de Gilan i els baduspànides de Ruyan i Tabaristan occidental. El títol fou utilitzat per altres reietons d'aquesta zona: els ishpahbadhs de Mughan i els karínides (vers 840); aquestos darrers van reconèixer als bawàndides (que també portaren el títol al segle xiii) com a superiors.
El títol es va estendre al Khurasan i hi havia un ishpabadh de Balkh, i l'ishpabadh de Nasa (anomenat al-Ishkand) que era el comandant en cap de l'exèrcit dels Turcs Occidentals.
El títol iranià fou adoptat pels musulmans amb la forma ispahsalar.